# كيم سنغ-وو (لاعب كرة قدم)
كيم سنغ-وو (هانغل: 김상우) هو لاعب كرة قدم كوري جنوبي في مركز الوسط، ولد في 18 مايو 1987 في جينجو في كوريا الجنوبية. لعب مع توكوشيما فورتيس.

## وصلات خارجية
- كيم سنغ-وو (لاعب كرة قدم) على موقع رابطة كرة القدم اليابانية للمحترفين (اليابانية)
- كيم سنغ-وو (لاعب كرة قدم) على موقع قاعدة بيانات كرة القدم.إي يو (الإنجليزية)